# Idaea obtectaria
Idaea obtectaria är en fjärilsart som beskrevs av John Henry Leech 1897. Idaea obtectaria ingår i släktet Idaea och familjen mätare. Inga underarter finns listade i Catalogue of Life.